# 포항 여연당 고택
포항 여연당 고택(浦項 與然堂 古宅)은 대한민국 경상북도 포항시 북구 (포항시) 기북면에 있는 건축물이다. 1988년 9월 23일 경상북도의 문화재자료 제206호로 지정되었다가, 2013년 4월 8일 경상북도의 민속문화재 제158호로 재지정되었다.

## 개요
이 가옥은 조선 선조 때 북평사를 지내고 임진왜란 때 공을 세운 농포 정문부가 식솔들의 피난처로 사용하였던 집이다.
농포 정문부가 임진왜란 후 손서인 이강에게 별옥 일체를 양여할 때의 부속건물 중의 일부로서 이강의 둘째아들인 이덕령에게 물려주어 현재에 이르고 있고 2016년 현재 소유자인 이원돌은 이강의 9대손이다.
정면 4칸, 측면 6칸의 목조와가로 ㅁ자형으로 배치되어 있으며, 조선 중기에 창건한 건물로 당시의 시대상을 잘 보여준다.

## 같이 보기
- 정문부

## 참고 자료
- 포항여연당고택 - 국가유산청 국가유산포털